# Synaspismós
Synaspismós (em grego Συνασπισμός της Αριστεράς των κινημάτων και της Οικολογίας, Synaspismós tis aristerás ton kinimáton ke tis ikologías, abreviação ΣΥΝ ou SYN, alternativamente Synaspismós; em português: Coligação ou Coalizão da Esquerda, dos Movimentos e da Ecologia) foi um partido político de esquerda da Grécia. 
Inicialmente criada em 1988, como uma coligação eleitoral de esquerda liderada pelo Partido Comunista da Grécia, foi refundada em 1991, após a saída do dito partido. Nas eleições parlamentares de 1996, foi o quarto partido mais votado da Grécia. Synaspismós foi extinta em junho de 2013, dissolvendo-se no partido Syriza, seu sucessor. Ao longo de sua existência, assumiu pautas ecológicas, feministas e  pacifistas. 

## Resultados Eleitorais

### Eleições legislativas
| Data    | Votos                         | %                             | Deputados                     | +/-                           | Status                        |
| ------- | ----------------------------- | ----------------------------- | ----------------------------- | ----------------------------- | ----------------------------- |
| 06/1989 | 855 944                       | 13,1 (#3)                     | 28 / 300                      |                               | Governo                       |
| 11/1989 | 734 611                       | 11,0 (#3)                     | 21 / 300                      | 7                             | Governo                       |
| 1990    | 677 059                       | 10,3 (#3)                     | 19 / 300                      | 2                             | Oposição                      |
| 1993    | 202 887                       | 2,9 (#5)                      | 0 / 300                       | 19                            | N/D                           |
| 1996    | 347 236                       | 5,1 (#4)                      | 10 / 300                      | 10                            | Oposição                      |
| 2000    | 219 880                       | 3,2 (#4)                      | 6 / 300                       | 4                             | Oposição                      |
| 2004    | Concorreu integrado no SYRIZA | Concorreu integrado no SYRIZA | Concorreu integrado no SYRIZA | Concorreu integrado no SYRIZA | Concorreu integrado no SYRIZA |
| 2007    | Concorreu integrado no SYRIZA | Concorreu integrado no SYRIZA | Concorreu integrado no SYRIZA | Concorreu integrado no SYRIZA | Concorreu integrado no SYRIZA |
| 05/2012 | Concorreu integrado no SYRIZA | Concorreu integrado no SYRIZA | Concorreu integrado no SYRIZA | Concorreu integrado no SYRIZA | Concorreu integrado no SYRIZA |
| 06/2012 | Concorreu integrado no SYRIZA | Concorreu integrado no SYRIZA | Concorreu integrado no SYRIZA | Concorreu integrado no SYRIZA | Concorreu integrado no SYRIZA |

### Eleições europeias
| Data | Votos                         | %                             | Deputados                     | +/-                           |
| ---- | ----------------------------- | ----------------------------- | ----------------------------- | ----------------------------- |
| 1989 | 936 175                       | 14,3 (#3)                     | 4 / 24                        |                               |
| 1994 | 408 072                       | 6,3 (#5)                      | 2 / 25                        | 2                             |
| 1999 | 331 928                       | 5,2 (#5)                      | 2 / 25                        | =                             |
| 2004 | 254 447                       | 4,2 (#4)                      | 1 / 24                        | 1                             |
| 2009 | Concorreu integrado no SYRIZA | Concorreu integrado no SYRIZA | Concorreu integrado no SYRIZA | Concorreu integrado no SYRIZA |